# Редеха (приток Медведы)
Редеха — река в России, протекает по Удомельскому району Тверской области и Мошенском районе Новгородской области. Устье реки находится в 0,1 км по левому берегу реки Медведа. Длина реки составляет 26 км.
На реке стоит деревня Слуды Барышовского сельского поселения.

## Данные водного реестра
По данным государственного водного реестра России относится к Балтийскому бассейновому округу, водохозяйственный участок реки — Мста без р. Шлина от истока до Вышневолоцкого, речной подбассейн реки — Волхов. Относится к речному бассейну реки Нева (включая бассейны рек Онежского и Ладожского озера).
Код объекта в государственном водном реестре — 01040200212102000020735.